# ロバート・ロックウッド・ジュニア
ロバート・ロックウッド・ジュニア(Robert Lockwood Jr.または Robert Jr. Lockwood、1915年3月27日 - 2006年11月21日）は、アメリカ合衆国出身のブルース・ギタリスト兼歌手。1950年代から1960年代にかけてチェス・レコードをはじめとするシカゴのレーベルと契約し、作品を残した。また、長きに渡ってサニー・ボーイ・ウィリアムソンIIの共演者であったことでも知られている。

## 来歴

### 幼少期
アーカンソー州ヘレナの西に位置する村、ターキースクラッチに生まれた。8歳の頃から彼の父親の教会でオルガンを習い始めた。両親は離婚し母親に引き取られたが、彼女が再婚した相手が後に広く知られることになるブルース・ミュージシャン、ロバート・ジョンソンだった。ロックウッドは未だ10歳頃、彼からギターを教わり出した。ジョンソンの教え方は手本を1度切りしか見せてはくれない厳しいものだったが、一度基礎を理解したロックウッドはそれを砂漠が水を浸み込ませるように吸収していった。ロックウッドはさらに、ジョンソンから演奏のタイミングやステージでの立ち振る舞いなど、プロのミュージシャンとしての数々を教わった。それらは後に、ジョンソンの音楽的な個性やプロ魂を継承するロバート・ジュニア・ロックウッドのふたつ名を彼に与えることとなった。

### プロ活動初期
15歳の頃にはヘレナ地区のパーティーなどでプロとしての演奏をこなしていたロックウッドは、ジョンソンやサニー・ボーイ、ジョニー・シャインズらともしばしば共演していた。1930年代、彼はジューク・ジョイント（ブルースを聞かせるくだけた盛り場）やフィッシュ・フライ（ジューク・ジョイントなどで料理「フィッシュ・フライ」を主餐に行われた週末のパーティー）、時にはストリートミュージシャンとしてミシシッピ川のデルタ地帯一帯で演奏活動を行った。公式ページによると、サンフラワー河の両岸でギターを爪弾くロックウッドと継父ジョンソンの演奏を1km離れた橋の上から聞いたクラークスデイルの人々は、どちらがどちらか聞き分けられない程に、既に彼の演奏技術は継父と遜色無いレベルに達していたとの逸話を伝えている。
1938年から1939年にかけて、サニー・ボーイとクラークスデイルで共演。また1938年前後には、メンフィスで、ハウリン・ウルフを始めとするブルース・ミュージシャンと共演している。1939年から1940年にかけては活動域を拡げ、ミズーリ州セントルイス、イリノイ州シカゴ、ヘレナの3か所を行き来して活動した。またこの頃、メンフィスでB.B.キングとステージを共にしたことがあり、ロックウッドは彼に音楽上の影響を及ぼしたとも言われている。

### 円熟期へ
1941年、ロックウッドはドク・クレイトンと自身初のレコード録音となった『ブルーバード』セッションをイリノイ州オーロラ市で行った。このアルバムはブルーバード・レコードから発売され、さらにこの中から定番のレパートリーの中でも特にお馴染みの4曲が彼の名でシングルカットされた。
また同年11月21日には、サニー・ボーイとともにヘレナ地区にあるKFFAラジオの現在も続くブルース専門の長寿番組『キング・ビスケット・タイム』の司会進行を務め始め、番組中でバンド『キング・ビスケット・エンターテナーズ』を結成、生演奏を披露した。このペアはラジオ出演以外にもヘレナ地区を中心に公演も行った。
一方でロックウッド自身の活動も1940年代後半まではアーカンソー州を拠点としていた。しかし1950年にはシカゴに移り住みサニー・ボーイのチェス・レコードから発売された2枚目のアルバムにウィリー・ディクソンやオーティス・スパンらとともに加わった。その他にも、リトル・ウォルター、サニーランド・スリム、エディー・ボイド、マディ・ウォーターズらとの共演も果たした。

### 晩年の活躍
1961年にはオハイオ州クリーブランドに移住。 1960年代半ばに一度引退。しかし1972年にカムバックした。1980年代初頭からはジョニー・シャインズと活動を共にし、また日本で出演したライブもアルバム化している。1989年にはブルースの殿堂入りを果たした。また1995年には、日本の人間国宝に相当する国立芸術基金(NEA)のナショナル・ヘリテージ・フェローシップも受賞した。
晩年も活発な音楽活動に取り組みつつも、住居があるクリーブランドでは毎週水曜日の夜8時に都心部のレストラン･バー『Fat Fish Blue』で演奏を聞かせていた。
2006年11月21日、呼吸不全に陥り、入院先のケース大学医療センターで亡くなった。

## ディスコグラフィー
- 1972年 ステディ・ローリン・マン – Steady Rollin’ Man (Delmark)
- 1975年 ブルース・ライブ　2 (with the Aces) - "Blues Live! II" (VIVID SOUND)
- 1980年 "Mr. Blues Is Back To Stay" (with Johnny Shines) (Rounder)
- 1982年プレイズ・ロバート・ジョンスン – Plays Robert And Robert(Evidence/Black & Blue)
- 1985年 アニーズ・ブギ～ライブ・イン・ジャパン1985 – Annie's Boogie (P-Vine) *DVD
- 1991年 ブルース・ウィズ・ア・グルーヴ - What's The Score?  (P-Vine/Lockwood Records)
- 1995年 Pヴァイン－ブルースの巨人13 – P-Vine presents 21 Blues Giants (P-Vine)※
- 1996年 スウィング・イン・トーキョー～ライブ・アット・パークタワー・ブルース・フェスティバル’95 – Swing in Tokyo: Live at the Park Tower Blues Festival ‘95 (P-Vine)
- 1997年 アイ・ガット・トゥ・ファインド - "I Got To Find Me A Woman" (Verve/Gitanes)
- 1999年 Complete Trix Recordings (Savoy Jazz)※
- 2000年 Delta Crossroads (Telarc)
- 2004年 ザ・レジェンド・ライヴ2003 – The Legend Live (P-Vine/M.C. Records)

※編集盤